# S.O.S. – Morro Castle
S.O.S. – Morro Castle ist ein zweiteiliges Fernsehspiel von Frank Wisbar, das am 3. und 4. November 1966 im ZDF ausgestrahlt wurde. Es thematisiert die Brandkatastrophe des US-amerikanischen Kreuzfahrtschiffs Morro Castle im September 1934 vor der Küste von New Jersey und die juristische Aufarbeitung des Unglücks, das möglicherweise ein Verbrechen war.

## Handlung
September 1934. Die Morro Castle ist auf dem Rückweg von Havanna nach New York, als der Kapitän kurz nach Einnahme seines Abendessens an einer Lebensmittelvergiftung stirbt. Wenig später bricht ein Brand aus, der sich mit rasender Geschwindigkeit ausbreitet und von der völlig konfus agierenden Schiffsführung nicht unter Kontrolle gebracht werden kann. Held der Katastrophe scheint der Funkoffizier George Rogers zu sein, der SOS-Rufe absetzt. Schließlich strandet das brennende Wrack an der Küste von New Jersey.
Drei Jahre später wird Rogers in einem anderen Verfahren wegen eines Mordversuchs angeklagt. In der Gerichtsverhandlung werden auch die Vorgänge auf der Morro Castle rekonstruiert. Dabei scheint sich zu bestätigen, dass der Brand nicht zufällig entstand, sondern von Rogers gelegt wurde, um öffentliche Aufmerksamkeit auf sich zu ziehen. Letztlich kann ihm die Tat nicht nachgewiesen werden, obwohl alle Indizien für seine Täterschaft sprechen.

## Produktionsnotizen
Regisseur Wisbar verwendete für die Produktion Sequenzen aus mehreren Titanic-Spielfilmen und vermutlich auch Dokumentarfilmaufnahmen vom Brand und der Strandung der Morro Castle.

## Kritik
Das Hamburger Abendblatt konstatierte, dass Wisbar das Spiel nach „allen Regeln der Fernsehdramaturgie“ gestaltet habe und ihm „alle Einzel- und Gerichtsszenen überzeugend“ gelungen seien. (Hamburger Abendblatt vom 5./6. November 1966)

## Überlieferung
Soweit bekannt, wurde der Film nie wieder ausgestrahlt. Bis heute (2021) liegt keine DVD-Edition vor.